# Easton (Pennsilvània)
Easton és una població dels Estats Units a l'estat de Pennsilvània. Segons el cens del 2000 tenia 26.263 habitants.

## Demografia
Segons el cens del 2000, Easton tenia 26.263 habitants, 9.544 habitatges, i 5.735 famílies. La densitat de població era de 2.380,3 habitants per quilòmetre quadrat.
Dels 9.544 habitatges en un 30,5% hi vivien nens de menys de 18 anys, en un 37,7% hi vivien parelles casades, en un 16,6% dones solteres, i en un 39,9% no eren unitats familiars. En el 31,6% dels habitatges hi vivien persones soles l'11% de les quals corresponia a persones de 65 anys o més que vivien soles. El nombre mitjà de persones vivint en cada habitatge era de 2,46 i el nombre mitjà de persones que vivien en cada família era de 3,1.
Per edats la població es repartia de la següent manera: un 23,3% tenia menys de 18 anys, un 16,3% entre 18 i 24, un 29,9% entre 25 i 44, un 18,6% de 45 a 60 i un 11,9% 65 anys o més.
L'edat mediana era de 32 anys. Per cada 100 dones de 18 o més anys hi havia 96,1 homes.
La renda mediana per habitatge era de 33.162 $ i la renda mediana per família de 38.704 $. Els homes tenien una renda mediana de 32.356 $ mentre que les dones 23.609 $. La renda per capita de la població era de 15.949 $. Entorn del 12,3% de les famílies i el 16% de la població estaven per davall del llindar de pobresa.

## Poblacions properes
El següent diagrama mostra les poblacions properes.

## Personatges il·lustres
- Don Dixon (1951), pintor i il·lustrador.